# 무지개떡 건축
무지개떡 건축(rainbow cake architecture)은 건축가 황두진이 현대 도시건축의 중요한 유형으로 보고 발전시켜오고 있는 개념으로 주거와 다른 기능이 복합된 유형이다. 개별 작품과 기고문을 통해 생각을 전개시킨 후 2015년 저서인 「무지개떡 건축」 을 통해 정리해서 발표했다.
전층이 단일용도로 되어있는 건축물을 시루떡에 비유한다면 층별로 서로 다른 기능을 갖는 건축물은 무지개떡에 비유할 수 있을 것이다. 그중에서도 5층 내외로 상층부에 주거가 들어가는 유형을 건축가 황두진은 특별히 무지개떡 건축이라 부른다. 기본적으로 길과 면한 저층부에는 외부계단과 상가가, 중간층에는 사무실이, 상층부의 주거에는 옥상마당 등이 들어간다.
무지개떡건축은 도시의 밀도를 충분히 유지하면서도 거리의 활력과 개인의 프라이버시, 조망 등을 모두 확보할 수 있는, 간단하지만 탁월한 도시건축의 유형이다. 사회적으로는 상주인구와 유동인구를 모두 아우르는 방식으로서 도시재생에도 유리하다.